# 蜥代龍屬
蜥代龍屬（學名：Varanops）又名蜥面龍，屬於合弓綱盤龍目的蜥代龍科，身長約1公尺，生存於晚二疊紀早期的北美洲。在二疊紀晚期，蜥代龍是少見的僅存盤龍目動物之一。蜥代龍必需面對麗齒獸類、恐頭獸類等優勢肉食性動物的競爭，同時雙孔動物也逐漸演化成衍化的物種。蜥代龍在二疊紀晚期之初消失。

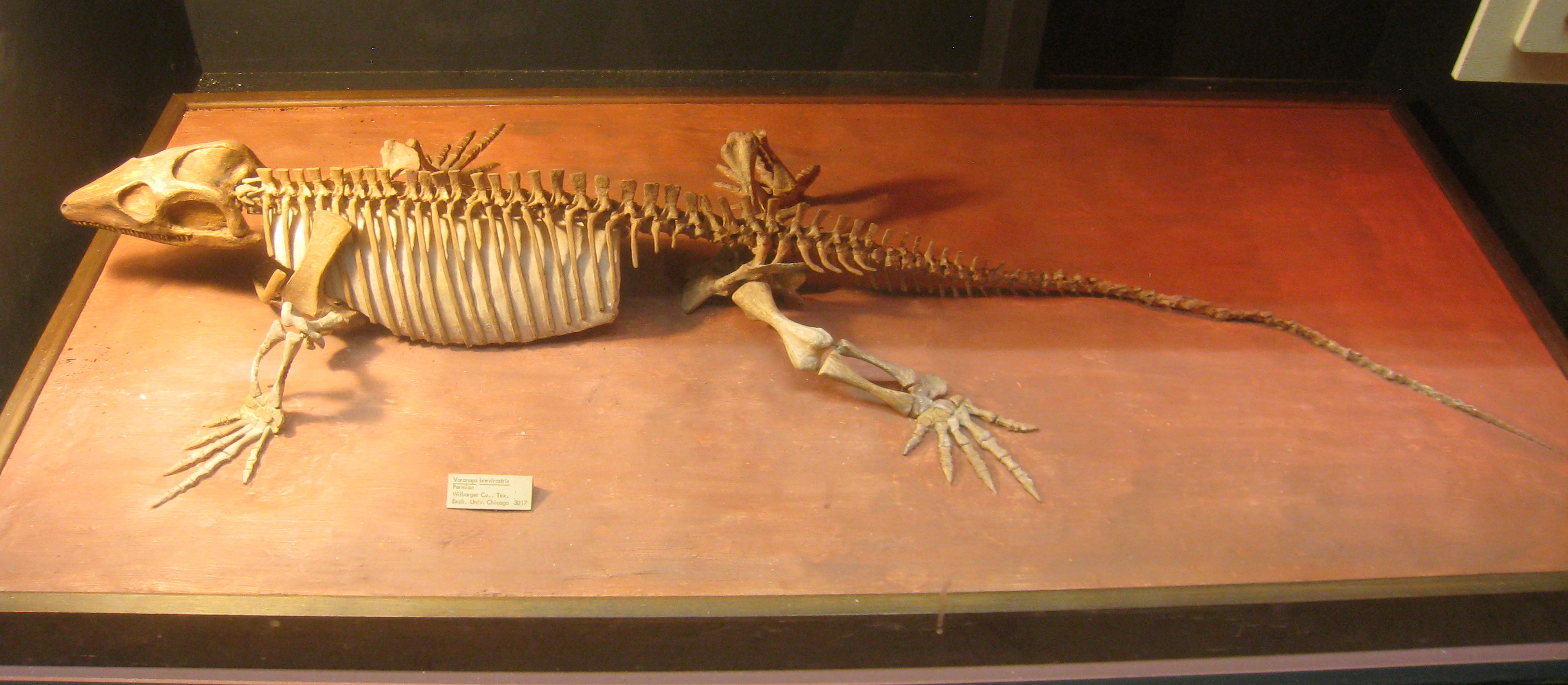
蜥代龍的骨架模型

蜥代龍的最初化石發現於美国德克萨斯州。在1911年，Samuel Wendell Williston將這些化石建立為巨蜥龍的第二個種，Varanosaurus brevirostris。在1914年，Williston將這些化石建立為新屬，模式種是短喙蜥代龍（Varanops brevirostris）。蜥代龍的身長可達1公尺。
正模標本（編號FMNH UC 644）是一個保存良好、關節仍連接、接近完整的頭顱骨、下頜與身體骨骼。化石發現於德克萨斯州的貝勒縣，屬於阿羅優組（Arroyo Formation），地質年代約2億7950萬到2億7250萬年前，相當於二疊紀的空谷階到烏拉爾階。之後在相同挖掘地點、同一地層組，發現一個接近完整的頭顱骨與下頜（編號FMNH UR 2423）、一個完整的頭顱骨與下頜（編號MCZ 1926）、一個部分身體骨骼（編號FMNH P 12841），都被歸類於蜥代龍。近年在德克萨斯州的泰勒縣，發現一個關節仍連接的身體骨骼，骨頭上有齒痕。另外，奧克拉荷馬州的科曼奇縣發現一些蜥代龍標本（編號OMNH 73156-73178），屬於Garber組地層，地質年代相同。這些奧克拉荷馬州化石來自於至少三個個體，是當地出土的第一批蜥代龍科化石。德克萨斯州泰勒縣的Vale組地層，也出土一個部分身體骨骼（編號TMM 43628-1），地質年代也相同。
蜥代龍是蜥代龍科的模式屬。根據Robert R. Reisz等人在2010年的親緣分支分類法研究，蜥代龍是蜥齒龍、Watongia的姊妹分類單元，都屬於蜥齒龍亞科。

## 參考資料

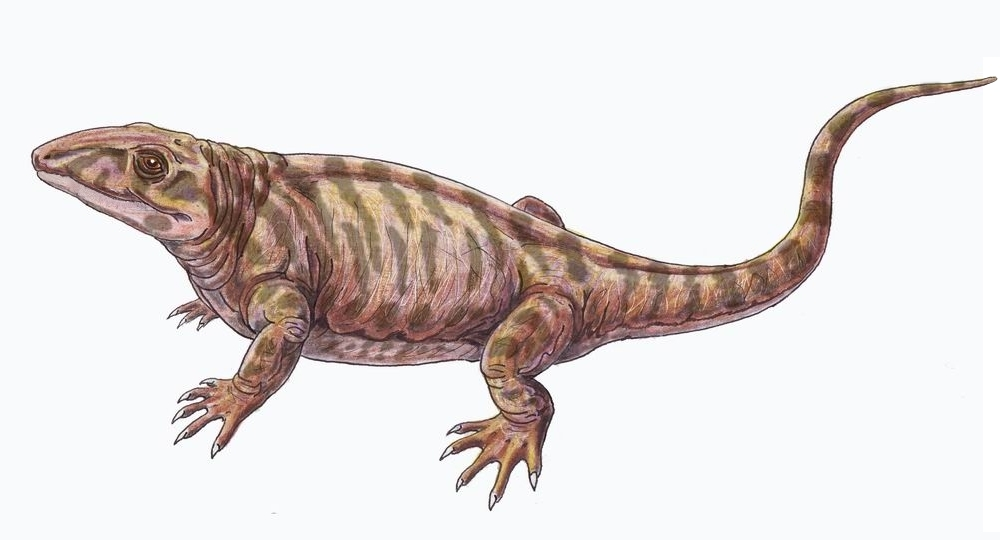
蜥代龍重建圖

## 外部連結
- Varanops - at Paleos